# Club Dogo (album)
| Recensione | Giudizio |
| ---------- | -------- |
| Newsic.it  | 7,50/10  |
| Ondarock   | 6/10     |
| Rockol     | 7,5/10   |

Club Dogo è l'ottavo album in studio del gruppo musicale italiano omonimo, pubblicato il 12 gennaio 2024 dalla Universal Music Group.

## Antefatti e descrizione
Successivamente alla pubblicazione del settimo album in studio Non Siamo Più Quelli Di Mi Fist nel 2014, i membri del gruppo Jake La Furia e Guè e Don Joe hanno intrapreso carriere discografiche soliste, tornando a collaborare assieme in alcune tracce dei progetti.
Il 20 ottobre 2023 il trio ha rivelato il ritorno come gruppo sulle scene musicali attraverso un breve video diffuso sui social network. Il 14 dicembre seguente viene annunciata ufficialmente l'uscita dell'omonimo disco Club Dogo, avvenuta il 12 gennaio 2024.

## Promozione
Tra marzo e aprile 2024 il gruppo ha tenuto dieci concerti presso il Forum di Milano, che hanno registrato il tutto esaurito. Il 28 giugno dello stesso anno il gruppo si è invece esibito in un concerto evento allo Stadio Giuseppe Meazza.

## Tracce
1. C'era una volta in Italia – 3:05 (Cosimo Fini, Francesco Vigorelli, Luigi Florio)
2. Mafia del Boom Bap – 3:05 (Cosimo Fini, Francesco Vigorelli, Luigi Florio)
3. Nato per questo (feat. Marracash) – 3:46 (Cosimo Fini, Francesco Vigorelli, Fabio Rizzo, Luigi Florio)
4. Malafede – 2:48 (Cosimo Fini, Francesco Vigorelli, Jacopo Ettorre, Daniel Bevilacqua, Georges Lautner, Jacques Plante, Luigi Florio)
5. King of the Jungle – 3:20 (Cosimo Fini, Francesco Vigorelli, Federica Abbate, Jacopo Ettorre, Luigi Florio)
6. Milly (feat. Sfera Ebbasta) – 3:05 (Cosimo Fini, Francesco Vigorelli, Gionata Boschetti, Luigi Florio)
7. In sbatti – 2:49 (Cosimo Fini, Francesco Vigorelli, Luigi Florio)
8. Soli a Milano (feat. Elodie) – 3:50 (Cosimo Fini, Francesco Vigorelli, Elodie Di Patrizi, Davide Petrella, Luigi Florio)
9. Tu non sei lei – 2:59 (Cosimo Fini, Francesco Vigorelli, Luigi Florio)
10. Frate – 2:43 (Cosimo Fini, Francesco Vigorelli, Luigi Florio)
11. Indelebili – 3:18 (Cosimo Fini, Francesco Vigorelli, Luigi Florio)

## Formazione
Gruppo
- Guè – voce
- Jake La Furia – voce
- Don Joe – campionatore, programmazione

Altri musicisti
- Marracash – voce aggiuntiva (traccia 3)
- Sfera Ebbasta – voce aggiuntiva (traccia 6)
- Elodie – voce aggiuntiva (traccia 8)
- Kaze – voce aggiuntiva (traccia 11)[14]

## Classifiche

### Classifiche settimanali
| Classifica (2024) | Posizione massima |
| ----------------- | ----------------- |
| Italia            | 1                 |

### Classifiche di fine anno
| Classifica (2024) | Posizione |
| ----------------- | --------- |
| Italia            | 10        |